# Rovné (okres Rimavská Sobota)
Rovné je obec na Slovensku v okrese Rimavská Sobota. Nachází se v Banskobystrickém kraji. Žije zde 106 obyvatel. Přes vesnici teče řeka Blh, která následně protéká vodní nádrží Teplý Vrch. Starostkou obce je Jaroslava Ďurove.
První písemná zmínka o obci pochází z roku 1413.

## Památky
- Jednolodní klasicistní evengelický kostel z roku 1832.
- Jednolodní původně klasicistní evengelický kostel z roku 1841 v části Ratkovská Zdychava.
- Vesnická zvonice v Ratkovské Zdychave, stavba na čtvercovém půdorysu z konce 18. století.